# Associazione Calcio Fiorentina 2000-2001
Questa voce raccoglie le informazioni riguardanti l'Associazione Calcio Fiorentina nelle competizioni ufficiali della stagione 2000-2001.

## Stagione

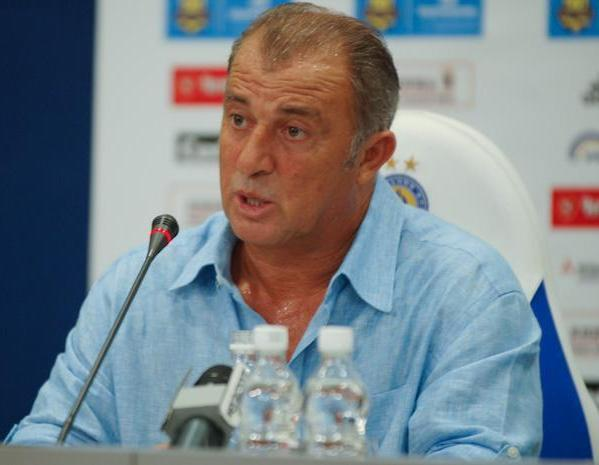
Il turco Fatih Terim, in panchina sino al marzo 2001.

La Fiorentina salutò - dopo quasi un decennio - l'argentino Batistuta che scelse di accasarsi alla Roma. Cecchi Gori, concluso il biennio con Trapattoni, affidò la panchina al turco Terim, reduce dalla vittoria della Coppa UEFA con il Galatasaray. Durante la sessione estiva di calciomercato, la società gigliata decise di sopperire alla cessione del suo bomber con gli acquisti di Nuno Gomes e Leandro; la squadra venne rinforzata anche dagli ex parmigiani Vanoli e Lassisi, mentre salutarono Firenze Heinrich (che tornò al Borussia Dortmund) e Amor (accasatosi al Villarreal).
La mancanza di Batigol pesò notevolmente sul rendimento della squadra viola, che a settembre uscì subito al primo turno di Coppa UEFA, eliminata dai modesti austriaci del Tirol Innsbruck. La formazione gigliata partì un po' in sordina ma poi visse un'ottima fase centrale della stagione, per concludere poi in netto calo il campionato. Dopo il mediocre pareggio casalingo con il Brescia alla 20ª giornata, l'allenatore Terim e il direttore generale Giancarlo Antognoni furono esonerati dai loro rispettivi incarichi.

Il neoacquisto portoghese Nuno Gomes, autore di 13 gol in 35 gare.

Ben diverso fu invece il cammino in Coppa Italia, dove la Fiorentina vinse per la sesta volta nella sua storia il trofeo, eliminando la Salernitana agli ottavi (con un 8-1 complessivo), il Brescia ai quarti (vittoria per 6-0 a Firenze e sconfitta per 3-1 in Lombardia), prima di affrontare il Milan in semifinale sconfiggendolo vincendo per 2-0 a Firenze, dopo il 2-2 di Milano dell'andata.
Nonostante il cambio in panchina avvenuto in primavera, con l'arrivo alla 22ª giornata di Mancini, alla prima esperienza da allenatore la viola ebbe la meglio sul Parma in finale: vittoria per 1-0 all'andata e pareggio 1-1 al Franchi nella sfida di ritorno.
In campionato la Fiorentina raggiunse invece il 9º posto, confermando però la sua presenza in Coppa UEFA per l'edizione 2001-02.

## Divise e sponsor
| Casa | Trasferta | Terza divisa |

## Rosa
| N. |                           | Ruolo | Calciatore           |
| -- | ------------------------- | ----- | -------------------- |
| 1  | Italia (bandiera)         | P     | Francesco Toldo      |
| 2  | Rep. Ceca (bandiera)      | D     | Tomáš Řepka          |
| 3  | Italia (bandiera)         | D     | Moreno Torricelli    |
| 4  | Italia (bandiera)         | D     | Daniele Adani        |
| 5  | Costa d'Avorio (bandiera) | D     | Saliou Lassissi      |
| 6  | Italia (bandiera)         | D     | Aldo Firicano        |
| 7  | Italia (bandiera)         | C     | Angelo Di Livio      |
| 8  | Jugoslavia (bandiera)     | A     | Predrag Mijatović    |
| 9  | Brasile (bandiera)        | A     | Leandro              |
| 10 | Portogallo (bandiera)     | C     | Rui Costa            |
| 11 | Italia (bandiera)         | C     | Fabio Rossitto       |
| 12 | Italia (bandiera)         | P     | Gianmatteo Mareggini |
| 14 | Italia (bandiera)         | D     | Paolo Vanoli         |
| 15 | Brasile (bandiera)        | C     | Amaral               |
| 16 | Italia (bandiera)         | C     | Domenico Morfeo      |
| 18 | Italia (bandiera)         | C     | Sandro Cois          |
| 19 | Italia (bandiera)         | C     | Marco Rossi          |
| 20 | Italia (bandiera)         | A     | Enrico Chiesa        |
| 21 | Portogallo (bandiera)     | A     | Nuno Gomes           |
| 22 | Italia (bandiera)         | P     | Mattia Passarini     |

| N. |                                 | Ruolo | Calciatore            |
| -- | ------------------------------- | ----- | --------------------- |
| 23 | Italia (bandiera)               | D     | Alessandro Pierini    |
| 24 | Italia (bandiera)               | C     | Christian Amoroso     |
| 26 | Italia (bandiera)               | D     | Giovanni Bartolucci   |
| 27 | Italia (bandiera)               | D     | Andrea Tarozzi        |
| 29 | Italia (bandiera)               | A     | Roberto Massaro       |
| 30 | Italia (bandiera)               | C     | Mauro Bressan         |
| 31 | Italia (bandiera)               | A     | Riccardo Taddei       |
| 32 | Italia (bandiera)               | D     | Marco Mugnaini        |
| 33 | Italia (bandiera)               | P     | Giuseppe Taglialatela |
| 34 | Brasile (bandiera)              | C     | Cleiton               |
| 35 | Italia (bandiera)               | D     | Emiliano Moretti      |
| 36 | Italia (bandiera)               | D     | Giacomo Bonora        |
| 37 | Grecia (bandiera)               | A     | Giōrgos Vakouftsīs    |
| 39 | Italia (bandiera)               | D     | Niccolò Guzzo         |
| 38 | Italia (bandiera)               | C     | Francesco Sorbino     |
|    | Italia (bandiera)               | C     | Danilo Stefani        |
|    | Bosnia ed Erzegovina (bandiera) | A     | Sead Zilić            |
|    | Italia (bandiera)               | D     | Simone Bartoloni      |
| 25 | Italia (bandiera)               | D     | Daniele Ficagna       |
|    | Italia (bandiera)               | C     | Angelo Palombo        |

## Risultati

### Serie A

#### Girone di andata
| Arbitro: | Messina (Bergamo) |

|                             |           |                            |
| M. Amoroso 5’, 90+2’ (rig.) | Marcatori | 65’ Pierini 82’ C. Amoroso |

| Arbitro: | Bertini (Arezzo) |

|                              |           |               |
| Nuno Gomes 86’ Leandro 90+1’ | Marcatori | 69’ Marazzina |

| Arbitro: | Rodomonti (Teramo) |

|            |           |             |
| Hubner 50’ | Marcatori | 70’ Leandro |

| Arbitro: | P. Rossi (Ciampino) |

|                              |           |                         |
| Rui Costa 30’ Nuno Gomes 87’ | Marcatori | 67’ Masinga 80’ Cassano |

| Arbitro: | Bertini (Arezzo) |

|                               |           |                                         |
| Di Livio 22’ Leandro 45’, 77’ | Marcatori | 39’, 50’, 65’ Vryzas 42’ (rig.) Saudati |

| Arbitro: | Paparesta (Bari) |

|          |           |                    |
| Cruz 38’ | Marcatori | 64’ (rig.) Leandro |

| Arbitro: | Ayroldi (Molfetta) |

|                              |           |                        |
| Nuno Gomes 9’, 52’ Adani 74’ | Marcatori | 44’ Toni 45+2’ Comotto |

| Arbitro: | Cesari (Genova) |

|               |           |  |
| Batistuta 82’ | Marcatori |  |

| Arbitro: | Racalbuto (Gallarate) |

|                |           |                   |
| Conticchio 11’ | Marcatori | 54’ (rig.) Chiesa |

| Arbitro: | Trentalange (Torino) |

|                            |           |  |
| Chiesa 49’ Rui Costa 90+4’ | Marcatori |  |

| Arbitro: | Tombolini (Ancona) |

|              |           |                                            |
| Jorgensen 9’ | Marcatori | 38’ Chiesa 64’ (aut.) Sottil 67’ Rui Costa |

| Arbitro: | Ayroldi (Molfetta) |

|                        |           |  |
| Chiesa 22’ (rig.), 50’ | Marcatori |  |

| Arbitro: | Cesari (Genova) |

|                                      |           |                               |
| Conte 38’ F. Inzaghi 48’ (rig.), 56’ | Marcatori | 4’, 63’ Chiesa 17’ Nuno Gomes |

| Arbitro: | Farina (Novi Ligure) |

|                                                  |           |  |
| Nuno Gomes 14’ Cois 47’ Chiesa 71’ Rui Costa 86’ | Marcatori |  |

| Bergamo 21 gennaio 2001, ore 15:00 CET 15ª giornata | Atalanta           | 0 – 0 referto | Fiorentina | Stadio Atleti Azzurri d'Italia (24.000 spett.)\| Arbitro: \| Preschern (Mestre) \| |
| Arbitro:                                            | Preschern (Mestre) |               |            |                                                                                    |

| Arbitro: | Racalbuto (Gallarate) |

|                   |           |                                      |
| Chiesa 81’ (rig.) | Marcatori | 33’ Nedved 57’, 73’ Crespo 85’ Salas |

| Arbitro: | Paparesta (Bari) |

|             |           |  |
| Pecchia 90’ | Marcatori |  |

#### Girone di ritorno
| Arbitro: | Rosetti (Torino) |

|  |           |              |
|  | Marcatori | 5’ Conceiçao |

| Arbitro: | Farina (Novi Ligure) |

|               |           |            |
| Zanchetta 45’ | Marcatori | 11’ Chiesa |

| Arbitro: | Treossi (Forlì) |

|                           |           |                   |
| Chiesa 48’ Nuno Gomes 62’ | Marcatori | 4’, 66’ R. Baggio |

| Arbitro: | Pellegrino (Barcellona Pozzo di Gotto) |

|                                  |           |               |
| Cassano 43’ Andersson 88’ (rig.) | Marcatori | 40’ Rui Costa |

| Arbitro: | De Santis (Roma) |

|                              |           |                         |
| Di Loreto 23’ Liverani 45+3’ | Marcatori | 56’ Chiesa 66’ Lassissi |

| Arbitro: | Farina (Novi Ligure) |

|               |           |              |
| Mijatovic 53’ | Marcatori | 14’ Cipriani |

| Arbitro: | Trentalange (Torino) |

|                  |           |               |
| Repka 10’ (aut.) | Marcatori | 76’ Rui Costa |

| Arbitro: | Farina (Novi Ligure) |

|                                    |           |             |
| Chiesa 11’, 81’ Candela 57’ (aut.) | Marcatori | 30’ Emerson |

| Arbitro: | Messina (Bergamo) |

|                |           |  |
| Chiesa 5’, 87’ | Marcatori |  |

| Arbitro: | Trentalange (Torino) |

|                                                     |           |                        |
| C. Vieri 11’, 39’ (rig.) Dalmat 43’ Hakan Şükür 54’ | Marcatori | 48’ Bressan 78’ Chiesa |

| Arbitro: | Racalbuto (Gallarate) |

|                 |           |           |
| Chiesa 52’, 56’ | Marcatori | 12’ Muzzi |

| Arbitro: | De Santis (Roma) |

|                           |           |              |
| Salvetti 62’ Italiano 71’ | Marcatori | 90+1’ Chiesa |

| Arbitro: | Cesari (Genova) |

|              |           |                                    |
| M. Rossi 40’ | Marcatori | 24’ Zidane 28’ Tudor 89’ Trezeguet |

| Arbitro: | Rodomonti (Teramo) |

|                |           |                 |
| Shevchenko 28’ | Marcatori | 11’, 18’ Chiesa |

| Arbitro: | Trentalange (Torino) |

|                |           |                 |
| Nuno Gomes 13’ | Marcatori | 21’ (rig.) Doni |

| Arbitro: | Collina (Viareggio) |

|                                         |           |  |
| Pierini 34’ (aut.) Crespo 44’ Negro 55’ | Marcatori |  |

| Arbitro: | Trentalenge (Torino) |

|                |           |                              |
| Nuno Gomes 83’ | Marcatori | 48’ N. Amoruso 90+5’ Edmundo |

### Coppa Italia
| Arbitro: | Collina (Viareggio) |

|  |           |                                                    |
|  | Marcatori | 3’, 10’, 34’ Nuno Gomes 37’ Mijatović 79’ M. Rossi |

| Arbitro: | Soffritti (Ferrara) |

|                                              |           |             |
| Mijatović 10’ Vanoli 48’ Chiesa 90+1’ (rig.) | Marcatori | 89’ Guidoni |

| Arbitro: | Pellegrino (Barcellona Pozzo di Gotto) |

|                                                            |           |  |
| Leandro 29’, 65’ Bressan 36’ Chiesa 40’, 58’ Rui Costa 74’ | Marcatori |  |

| Arbitro: | Zaltron (Bassano del Grappa) |

|                                            |           |             |
| Yllana 44’ Orlandini 70’ (rig.) Correa 82’ | Marcatori | 53’ Leandro |

| Arbitro: | Borriello (Mantova) |

|                            |           |                        |
| Ambrosini 65’ Giunti 90+2’ | Marcatori | 17’ Chiesa 75’ Bressan |

| Arbitro: | Borriello (Mantova) |

|                          |           |  |
| Chiesa 42’ Rui Costa 82’ | Marcatori |  |

| Arbitro: | Borriello (Mantova) |

|  |           |            |
|  | Marcatori | 86’ Vanoli |

| Arbitro: | De Santis (Tivoli) |

|                |           |               |
| Nuno Gomes 65’ | Marcatori | 39’ Milošević |

### Coppa UEFA
| Arbitro: | Coroado |

|                                     |           |               |
| Gilewicz 28’, 49’ Baur 45+2’ (rig.) | Marcatori | 53’ Mijatović |

| Arbitro: | Erdemir |

|                           |           |                      |
| Mijatović 25’ Leandro 61’ | Marcatori | 8’ Mair 87’ Gilewicz |

## Statistiche

### Statistiche dei giocatori
A completamento delle statistiche vanno contati 2 autogol a favore dei viola in campionato.
| Giocatore       | Serie A  | Serie A | Serie A     | Serie A    | Coppa Italia | Coppa Italia | Coppa Italia | Coppa Italia | Coppa UEFA | Coppa UEFA | Coppa UEFA  | Coppa UEFA | Totale   | Totale | Totale      | Totale     |
| Giocatore       | Presenze | Reti    | Ammonizioni | Espulsioni | Presenze     | Reti         | Ammonizioni  | Espulsioni   | Presenze   | Reti       | Ammonizioni | Espulsioni | Presenze | Reti   | Ammonizioni | Espulsioni |
| --------------- | -------- | ------- | ----------- | ---------- | ------------ | ------------ | ------------ | ------------ | ---------- | ---------- | ----------- | ---------- | -------- | ------ | ----------- | ---------- |
| D. Adani        | 25       | 1       | ?           | ?          | 7            | 0            | ?            | ?            | 2          | 0          | ?           | ?          | 34       | 1      | ?           | ?          |
| Amaral          | 8        | 0       | ?           | ?          | 2            | 0            | ?            | ?            | 0          | 0          | ?           | ?          | 10       | 0      | ?           | ?          |
| C. Amoroso      | 26       | 1       | ?           | ?          | 2            | 0            | ?            | ?            | 1          | 0          | ?           | ?          | 29       | 1      | ?           | ?          |
| G. Bartolucci   | 1        | 0       | ?           | ?          | 0            | 0            | ?            | ?            | 0          | 0          | ?           | ?          | 1        | 0      | ?           | ?          |
| G. Bonora       | 2        | 0       | ?           | ?          | 0            | 0            | ?            | ?            | 0          | 0          | ?           | ?          | 2        | 0      | ?           | ?          |
| M. Bressan      | 29       | 1       | ?           | ?          | 8            | 2            | ?            | ?            | 1          | 0          | ?           | ?          | 38       | 3      | ?           | ?          |
| E. Chiesa       | 30       | 22      | ?           | ?          | 6            | 5            | ?            | ?            | 2          | 0          | ?           | ?          | 38       | 27     | ?           | ?          |
| S. Cois         | 14       | 1       | ?           | ?          | 1            | 0            | ?            | ?            | 0          | 0          | ?           | ?          | 15       | 1      | ?           | ?          |
| A. Di Livio     | 33       | 1       | ?           | ?          | 8            | 0            | ?            | ?            | 2          | 0          | ?           | ?          | 43       | 1      | ?           | ?          |
| D. Ficagna      | 0        | 0       | ?           | ?          | 0            | 0            | ?            | ?            | 0          | 0          | ?           | ?          | 0        | 0      | ?           | ?          |
| A. Firicano     | 3        | 0       | ?           | ?          | 2            | 0            | ?            | ?            | 0          | 0          | ?           | ?          | 5        | 0      | ?           | ?          |
| N. Gomes        | 30       | 9       | ?           | ?          | 5            | 4            | ?            | ?            | 0          | 0          | ?           | ?          | 35       | 13     | ?           | ?          |
| N. Guzzo        | 0        | 0       | ?           | ?          | 1            | 0            | ?            | ?            | 0          | 0          | ?           | ?          | 1        | 0      | ?           | ?          |
| S. Lassissi     | 14       | 1       | ?           | ?          | 3            | 0            | ?            | ?            | 1          | 0          | ?           | ?          | 18       | 1      | ?           | ?          |
| Leandro         | 19       | 5       | ?           | ?          | 3            | 3            | ?            | ?            | 2          | 1          | ?           | ?          | 24       | 9      | ?           | ?          |
| G. Mareggini    | 0        | 0       | ?           | ?          | 0            | 0            | ?            | ?            | 0          | 0          | ?           | ?          | 0        | 0      | ?           | ?          |
| R. Massaro      | 1        | 0       | ?           | ?          | 0            | 0            | ?            | ?            | 0          | 0          | ?           | ?          | 1        | 0      | ?           | ?          |
| P. Mijatović    | 13       | 1       | ?           | ?          | 4            | 2            | ?            | ?            | 2          | 2          | ?           | ?          | 19       | 5      | ?           | ?          |
| E. Moretti      | 9        | 0       | ?           | ?          | 4            | 0            | ?            | ?            | 0          | 0          | ?           | ?          | 13       | 0      | ?           | ?          |
| D. Morfeo       | 2        | 0       | ?           | ?          | 1            | 0            | ?            | ?            | 0          | 0          | ?           | ?          | 3        | 0      | ?           | ?          |
| A. Palombo      | 0        | 0       | ?           | ?          | 0            | 0            | ?            | ?            | 0          | 0          | ?           | ?          | 0        | 0      | ?           | ?          |
| A. Pierini      | 27       | 1       | ?           | ?          | 6            | 0            | ?            | ?            | 2          | 0          | ?           | ?          | 35       | 1      | ?           | ?          |
| T. Řepka        | 28       | 0       | ?           | ?          | 7            | 0            | ?            | ?            | 1          | 0          | ?           | ?          | 36       | 0      | ?           | ?          |
| M. Rossi        | 21       | 1       | ?           | ?          | 5            | 1            | ?            | ?            | 1          | 0          | ?           | ?          | 27       | 2      | ?           | ?          |
| F. Rossitto     | 18       | 0       | ?           | ?          | 4            | 0            | ?            | ?            | 1          | 0          | ?           | ?          | 23       | 0      | ?           | ?          |
| M. Rui Costa    | 29       | 6       | ?           | ?          | 7            | 2            | ?            | ?            | 2          | 0          | ?           | ?          | 38       | 8      | ?           | ?          |
| F. Sorbino      | 0        | 0       | ?           | ?          | 1            | 0            | ?            | ?            | 0          | 0          | ?           | ?          | 1        | 0      | ?           | ?          |
| R. Taddei       | 1        | 0       | ?           | ?          | 0            | 0            | ?            | ?            | 0          | 0          | ?           | ?          | 1        | 0      | ?           | ?          |
| G. Taglialatela | 3        | -4      | ?           | ?          | 2            | -4           | ?            | ?            | 0          | 0          | ?           | ?          | 5        | -8     | ?           | ?          |
| A. Tarozzi      | 4        | 0       | ?           | ?          | 3            | 0            | ?            | ?            | 1          | 0          | ?           | ?          | 8        | 0      | ?           | ?          |
| F. Toldo        | 32       | -48     | ?           | ?          | 6            | -3           | ?            | ?            | 2          | -5         | ?           | ?          | 40       | -56    | ?           | ?          |
| M. Torricelli   | 24       | 0       | ?           | ?          | 5            | 0            | ?            | ?            | 2          | 0          | ?           | ?          | 31       | 0      | ?           | ?          |
| P. Vanoli       | 27       | 0       | ?           | ?          | 8            | 2            | ?            | ?            | 2          | 0          | ?           | ?          | 37       | 2      | ?           | ?          |
| G. Vakouftsīs   | 0        | 0       | ?           | ?          | 0            | 0            | ?            | ?            | 0          | 0          | ?           | ?          | 0        | 0      | ?           | ?          |